# Salim Saadi
Pour les articles homonymes, voir Saadi (homonymie).
Salim Saadi parfois orthographié Selim Saadi (en arabe : سليم سعدي) est un mimitaire et un homme politique algérien né le 3 février 1936 à Sétif, en Algérie, mort à Alger le 26 juin 2023.

## Biographie
Il commence sa carrière en tant qu'officier au sein de l'armée française, il déserte en 1958 et rejoint l'Armée de libération nationale (ALN) 1958, à la frontière tunisienne où il assume des postes d’instructeur, puis il prend le commandement du 19e bataillon,.
Après l'indépendance, il occupe les postes de directeur des transports puis de directeur des armes de combat au sein de l'Armée nationale populaire (ANP). En 1965, il rejoint Moscou pour une formation puis reçoit en 1968 des cours d’État-major en France. Il termine sa formation à l’École supérieure de guerre à Paris entre 1972 et 1974. Il devient alors commandant de la 3e région militaire jusqu’en 1979. Il devient commandant de la 3° Région militaire. 
Par la suite, il occupe plusieurs postes ministériels entre 1979 et 2002 :
- 1979-1984 : ministre de l’Agriculture et de la révolution agraire[5]
- 1984-1986 :  ministre de l’Industrie lourde[5]
- 1993-1994 : ministre de l'Intérieur et des collectivités locales
- 1999-2001 :  ministre des Ressources en eau[6]
- 2001-2002 : ministre des Transports[7]